# Người sống trăm tuổi

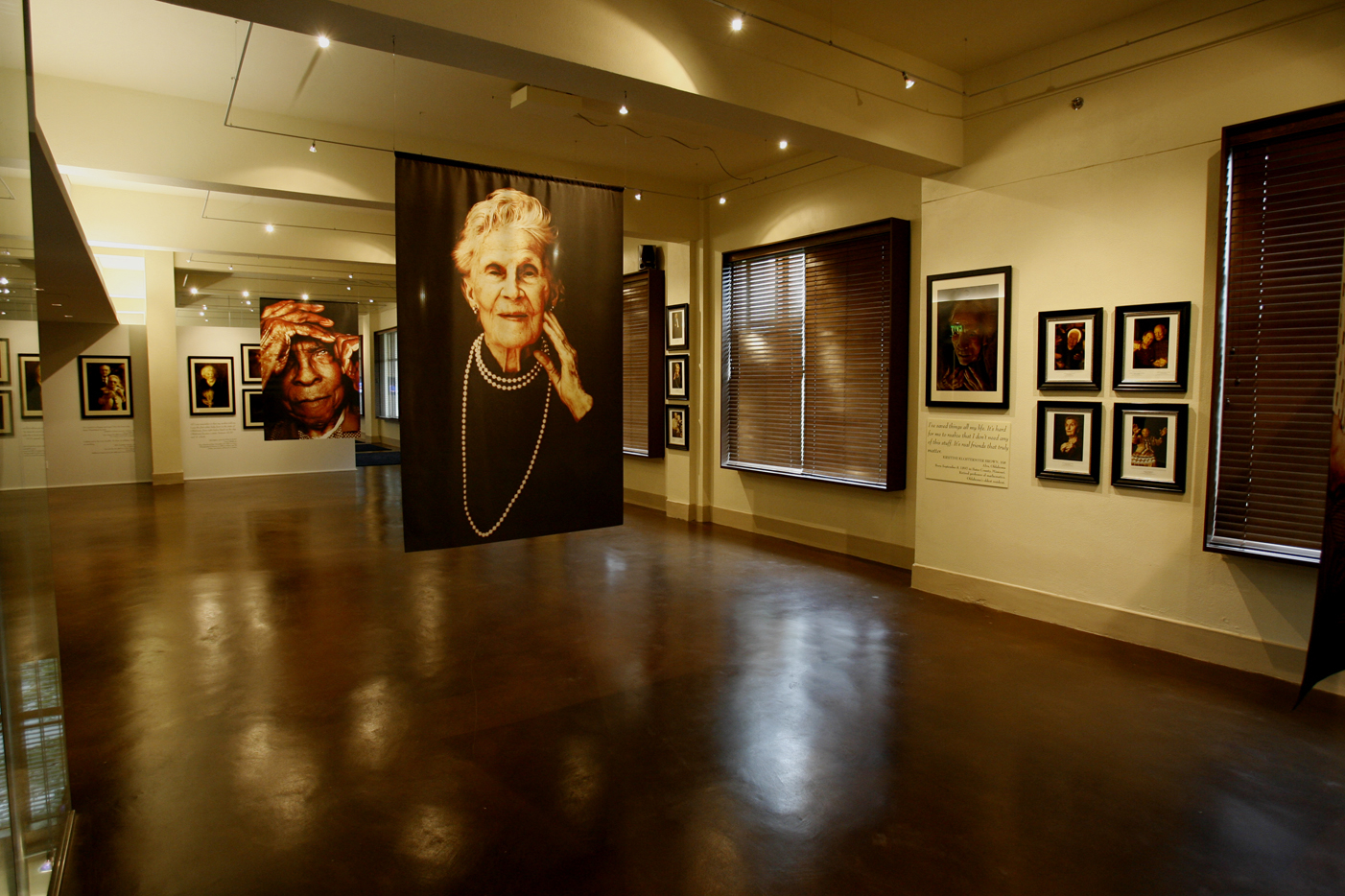
Các bức chân dung của nghệ sĩ Mary Jane Alexande, người trăm tuổi tại Hiệp hội Di sản Oklahoma

Người sống trăm tuổi hay người thọ bách niên (tiếng Anh: Centenarian) là một người đã đạt đến tuổi thứ 100. Bởi vì tuổi thọ trên toàn thế giới là dưới 100 năm nên thuật ngữ centenarian còn gắn liền với cách hiểu trường thọ. Vào năm 2012, Liên Hợp Quốc đã ước tính rằng có khoảng 316.600 người sống được một trăm tuổi hoặc hơn trên toàn thế giới.
Khi tuổi thọ ngày càng tăng trên toàn thế giới và dân số thế giới cũng tăng nhanh, số lượng người đạt được 100 tuổi được dự kiến là sẽ tăng nhanh trong tương lai. Theo ONS của Anh, một phần ba trẻ sinh ra trong năm 2013 tại Anh dự kiến có thể sẽ sống tới tuổi 100.

## Siêu thượng thọ
Một người siêu thượng thọ (tiếng Anh: Supercentenarian), là một người đã sống đạt đến tuổi 110, điều này hiện chỉ đạt được với tỷ lệ khoảng một người trên một nghìn người có tuổi trên 100.
Thậm chí những trường hợp hiếm hơn là có người sống đến 115 tuổi - hiện tại chỉ có 63 người trong lịch sử được ghi nhận đã đạt đến độ tuổi này, trong đó chỉ còn Fusa Tatsumi và Maria Banyas là đang sống tại thời điểm năm 2023.

## Tỷ lệ hiện tại
Nhật Bản hiện có số lượng người trên 100 tuổi được biết đến nhiều nhất, hơn bất kỳ quốc gia nào khác với 67.824 người theo cuộc điều tra dân số vào năm 2017 của nước này, cùng với tỷ lệ người trên một trăm tuổi cao nhất, ở mức 34,85 người trên 100.000 dân. Nhật Bản bắt đầu ghi nhận lại những người sống trên một trăm tuổi vào năm 1963. Số lượng người trăm tuổi ở Nhật Bản trong năm đó chỉ là 153, nhưng sau đó đã vượt mốc 10.000 người vào năm 1998, 20.000 người vào năm 2003 và 40.000 người vào năm 2009.
Theo một cuộc khảo về sát nhân khẩu học của Liên Hợp Quốc vào năm 1998, Nhật Bản dự kiến sẽ có 272.000 người trăm tuổi vào năm 2050. các nguồn khác cho thấy con số có thể lên tới gần 1 triệu. Tỷ lệ người sống trên trăm tuổi ở Nhật Bản là 1 trên 3.522 người vào năm 2008.
Tại Nhật Bản, số lượng người trăm tuổi rất nghiêng về nữ giới. Nhật Bản trong năm 2016 có đến 57.525 phụ nữ trên một trăm tuổi, trong khi nam giới chỉ là 8.167, với tỷ lệ nữ:nam là 7:1. Sự gia tăng của người trăm tuổi thực tế thậm chí còn bị sai lệch nhiều hơn, ở mức 11,6:1.

## Số lượng người trăm tuổi theo quốc gia
Tổng số người sống trăm tuổi trên thế giới vẫn chưa chắc chắn. Ước tính của Bộ phận Dân số của Liên Hợp Quốc là khoảng 23.000 người vào năm 1950, 110.000 vào năm 1990, 150.000 vào năm 1995, 209.000 vào năm 2000, 324.000 vào năm 2005 và 455.000 vào năm 2009. Tuy nhiên, những ước tính cũ này không tính đến các điều chỉnh lượng giảm hiện tại của các ước tính quốc gia được thực hiện bởi một số nước như Hoa Kỳ; do đó, vào năm 2012, Liên Hợp Quốc ước tính chỉ có 316.600 người trên 100 tuổi trên toàn thế giới. Bảng dưới đây đưa ra ước tính số lượng người sống trên một trăm tuổi theo quốc gia, bao gồm cả ước tính mới nhất và sớm nhất (đầu tiên) được biết đến, nếu có.
| Quốc gia               | Ước tính gần đây nhất (năm) | Ước tính sớm nhất (năm)              | Số người sống trên 100 tuổi tính trên 100,000 dân số |
| ---------------------- | --------------------------- | ------------------------------------ | ---------------------------------------------------- |
| Andorra                | 7 (2002)                    | –                                    | 10.2                                                 |
| Argentina              | 3,487 (2010)                | –                                    | 8.7                                                  |
| Australia              | 4,252 (2011)                | 50 (1901)                            | 18.8                                                 |
| Áo                     | 1,371 (2014)                | 232 (1990), 25 (1960)                | 16.1                                                 |
| Bỉ                     | 2,001 (2015)                | 23 (1950)                            | 16.9                                                 |
| Brasil                 | 23,760 (2010)               | –                                    | 12.5                                                 |
| Canada                 | 7,569 (2011)                | –                                    | 22.3                                                 |
| Trung Quốc             | 48,921 (2011)               | 4,469 (1990), 17,800 (2007)          | 3.6                                                  |
| Cộng hòa Séc           | 625 (2011)                  | 404 (2006)                           | 5.9                                                  |
| Đan Mạch               | 889 (2010)                  | 32 (1941)                            | 16.1                                                 |
| Estonia                | 150 (2016)                  | 42 (1990)                            | 11.4                                                 |
| Phần Lan               | 759 (2015)                  | 11 (1960)                            | 13.8                                                 |
| Pháp                   | 21,393 (2016)               | 100 (1900)                           | 32.1                                                 |
| Đức                    | 17,000 (2012)               | 232 (1885)                           | 21                                                   |
| Hungary                | 1,516 (2013)                | 227 (1990), 76 (1949)                | 15.3                                                 |
| Iceland                | 32 (2015)                   | 3 (1960)                             | 9.7                                                  |
| Ấn Độ                  | 27,000 (2015)               |                                      | 2.1                                                  |
| Ireland                | 389 (2011)                  | 87 (1990)                            | 8.5                                                  |
| Israel                 | 2,143 (2011)                |                                      | 27.6                                                 |
| Ý                      | 19,095 (2015)               | 19,095 (2015), 99 (1872)             | 31.5                                                 |
| Nhật Bản               | 67,824 (2017)               | 54,397 (2013) 111 (1950), 155 (1960) | 48                                                   |
| México                 | 7,441 (2010)                | 2,403 (1990)                         | 6.6                                                  |
| Hà Lan                 | 1,743 (2010)                | 18 (1830)                            | 10.4                                                 |
| New Zealand            | 297 (1991)                  | 18 (1960)                            | 5.9                                                  |
| Na Uy                  | 636 (2010)                  | 44 (1951)                            | 13.1                                                 |
| Peru                   | 1,682 (2011)                | –                                    | 5.6                                                  |
| Ba Lan                 | 2,414 (2009)                | 500 (1970)                           | 6.3                                                  |
| Bồ Đào Nha             | 4,066 (2015)                | –                                    | 38.9                                                 |
| Nga                    | 20,582 (2019)               | 6,700 (2007)                         | 14                                                   |
| Singapore              | 724 (2011)                  | 41 (1990)                            | 13.7                                                 |
| Slovenia               | 224 (2013)                  | 2 (1953)                             | 10.9                                                 |
| Nam Phi                | 15,581 (2011)               | -                                    | 30.1                                                 |
| Hàn Quốc               | 3,861 (2014)                | 961                                  | 7.7                                                  |
| Tây Ban Nha            | 17,423 (2016)               | 4,269 (2002)                         | 37.5                                                 |
| Thụy Điển              | 2,084 (2017)                | 46 (1950)                            | 20.6                                                 |
| Thụy Sĩ                | 1,306 (2010)                | 7 (1860)                             | 16.6                                                 |
| Thái Lan               | 23,399 (2014)               |                                      | 35.9                                                 |
| Thổ Nhĩ Kỳ             | 5,293 (2015)                | -                                    | 6.7                                                  |
| Vương quốc Anh         | 13,780 (2013)               | 107 (1911)                           | 21.5                                                 |
| Hoa Kỳ                 | 72,000 (2015)               | 53,364 (2010), 2,300 (1950)          | 22                                                   |
| Uruguay                | 519 (2011)                  | –                                    | 15.8                                                 |
| Ước tính toàn thế giới | 451,000 (2015)              | 316,600 (2012), 23,000 (1950)        | 6.2                                                  |

## Truyền thống văn hóa và nghi lễ trên thế giới
Một khía cạnh của cầu chúc phúc lành trong nhiều nền văn hóa là đưa ra một điều ước mà người nhận nó được sống đến 100 tuổi. Trong số những người theo đạo Hindu, những người gặp người cao tuổi thường chúc ban phước lành với các câu chúc như "Bạn có thể sống một trăm năm". Ở Thụy Điển, bài hát kỷ niệm sinh nhật truyền thống có nói rằng, anh ấy/cô ấy sống được một trăm tuổi. Trong Do Thái giáo, câu nói bạn có thể sống đến 120 tuổi là một câu chúc phước lành phổ biến chung nhất. Ở Ba Lan, Sto lat là một ước nguyện sống được một trăm năm và là một hình thức ca ngợi, lời chúc tốt đẹp của truyền thống và bài hát "sto lat, sto lat" được hát nhân dịp kỷ niệm sinh nhật hay mừng thọ và có thể nói đó là bài hát hay nhất và nổi tiếng ở Ba Lan và giữa những người Ba Lan trên toàn cầu.
Các hoàng đế Trung Quốc và Việt Nam thường được người đời ngợi ca, cầu chúc sống  thọ được mười ngàn năm (vạn tuế, có nghĩa là "vạn năm"), trong khi các hoàng hậu được chúc sống một ngàn năm. Ở Ý, "Một trăm những ngày này!" (tiếng Ý: cento di Questi giorni) là một điều ước trong ngày sinh nhật, để người đó được sống để có thể tổ chức thêm được 100 ngày lễ mừng sinh nhật nữa. Một số người Ý nói "Cent'anni!", có nghĩa là "một trăm năm", theo đó họ cầu ước rằng tất cả họ có thể sống hạnh phúc trong một trăm năm. Ở Hy Lạp, chúc ai đó khi chúc mừng sinh nhật được kết thúc bằng một câu biểu ngữ να τα εκατοστήσεις (na ta ekatostisis), câu này có thể được dịch một cách đơn giản là "bạn có thể làm một trăm ngày sinh nhật". Ở Sri Lanka, có một phong tục chúc phúc là "bạn có thể sống 220 [năm] thay vì 120 [năm]".

## Người sống trăm tuổi trong thời cổ đại
Mặc dù tỉ lệ người sống được trăm tuổi hoặc hơn trên đầu người trong thời cổ đại thấp hơn rất nhiều so với ngày nay, nhưng những tài liệu cho thấy không phải là chưa từng có hay chưa từng biết đến.
Các ước tính về tuổi thọ của con người trong thời cổ đại thấp hơn rất nhiều so với các số liệu ở thời hiện đại, chủ yếu là do tỷ lệ tử vong ở trẻ nhỏ hoặc ở thời thơ ấu lớn hơn nhiều. Những người sống qua tuổi trẻ sẽ có cơ hội sống đến một độ tuổi nhất định. Những nhận định về "tuổi già" hoặc "già" ít nhất thì dường như vẫn không thay đổi đáng kể từ thời cổ đại, có nghĩa là độ tuổi được cho là "già" đều trong khoảng sáu mươi hoặc sáu mươi lăm tuổi; Tỉ lệ 90:10 trong Kinh thánh tiếng Hebrew dường như ám chỉ rằng bảy mươi đến tám mươi năm là tuổi thọ tự nhiên của một người có thể sống sót đến tuổi già, ""'Những năm của cuộc đời chúng ta là bảy mươi, hoặc thậm chí là tám mươi".
Một cuộc khảo sát về tuổi thọ của các cá nhân nam với các mục từ trong Từ điển cổ Oxford (nghĩa là một mẫu được chọn trước để bao gồm những người sống đủ lâu để đạt được sự đáng chú ý trong lịch sử) đã tìm thấy tuổi thọ trung bình là 72 năm và tuổi nằm trong khoảng từ 32 đến 107  năm, thống kê đối với 128 cá nhân sinh trước năm 100 trước Công nguyên (mặc dù cùng một nghiên cứu đã tìm thấy tuổi thọ trung bình là 66 năm đối với 100 cá nhân sinh sau 100 trước Công nguyên nhưng không muộn hơn năm 602 sau Công nguyên);  bằng cách so sánh, các cá nhân nam được liệt kê trong Từ điển tiểu sử Chambers đã chết từ năm 1900 đến 1949 có tuổi thọ trung bình là 71,5 năm, với khoảng từ 29 đến 105 năm.
Tác giả của nghiên cứu năm 1994 đã kết luận rằng chỉ trong nửa sau của thế kỷ 20, những tiến bộ y học đã kéo dài tuổi thọ của những người sống đến tuổi trưởng thành.
Tài liệu tham khảo đáng tin cậy cho các cá nhân trong thời cổ đại sống qua 100 năm là khá hiếm, nhưng chúng có tồn tại.  Chẳng hạn, vợ của Cicero, Terentia, được Pliny the Elder báo cáo là đã sống từ năm 98 trước Công nguyên đến 6 sau Công nguyên, 104 năm. Ngày tháng năm của các vị vua thời đại đồ đồng nổi tiếng là không đáng tin cậy; Nhà cai trị Ai Cập Pepi II của Triều đại thứ Sáu đôi khi được liệt kê là đã sống khoảng 2278 - khoảng 2184 trước Công nguyên, như ông được cho là đã trị vì 94 năm, nhưng các bài đọc thay thế khác trích dẫn một triều đại chỉ là 64 năm.
Diogenes Laërtius (khoảng năm 250 sau Công nguyên) đưa ra một trong những tài liệu tham khảo sớm nhất về tuổi thọ trăm năm đáng tin cậy được đưa ra bởi một nhà khoa học, nhà thiên văn học Hipparchus của Nicea (khoảng 185 - c. 120 trước Công nguyên), người, theo nhà nghiên cứu.  triết gia Democritus của Abdera (khoảng 470/460 - c. 370/360 TCN) sống 109 năm.  Tất cả các tài khoản cổ xưa khác của Democritus dường như đồng ý rằng triết gia này đã sống ít nhất 90 năm.  Trường hợp của Democritus khác với những trường hợp, ví dụ, Epampleides của Crete (thế kỷ thứ 7 và 6 trước Công nguyên), người được cho là đã sống 154, 157 hoặc 290 năm, tùy theo nguồn gốc.
Các nhà triết học Hy Lạp cổ đại khác được cho là đã sống ngoài 90 tuổi bao gồm Xenophanes của Colophon (khoảng 570/565 - k. 475/470 trước Công nguyên), Pyrrho của Ellis (khoảng 360 - k. 270 trước Công nguyên) và Eratosthenes của Cirene  (khoảng 285 - k. 190 TCN).
Hosius của Córdoba, người đàn ông đã thuyết phục Constantine Đại đế gọi Hội đồng đầu tiên của Nicaea, được cho là sống đến 102 tuổi.
Một ghi chép hiếm hoi về một người bình thường sống trên 100 tuổi là bia mộ của cựu chiến binh người Anh - La Mã Julius Valens, ghi là "VIXIT ANNIS C".
Trong thời Trung cổ, Albert Azzo II, Margrave của Milan (d. 1097) được Bernold của Constance báo cáo là đã sống qua 100 năm (iam maior centenario).